# Propsephus nigerrimus
Propsephus nigerrimus là một loài bọ cánh cứng trong họ Elateridae. Loài này được Girard miêu tả khoa học năm 1980.